# سامرفلد (دهانه)
سامرفلد یک دهانه برخوردی در ماه‌ است.

## دهانه‌های اقماری
این دهانه ۲ دهانه اقماری دارد.
| Sommerfeld | عرض جغرافیایی | طول جغرافیایی | قطر          |
| ---------- | ------------- | ------------- | ------------ |
| V          | ۶۶.۹° N       | ۱۷۰.۳° W      | ۳۲.۰ کیلومتر |
| N          | ۶۲.۳° N       | ۱۶۲.۲° W      | ۳۹.۰ کیلومتر |